# Саосећање (будизам)
Саосећање (пали, санск. क्लेश) је један од основних појмова будистичке етике. То је способност да се осети патња и бол других као да су сопствени.
Такође, каруна је тежња да се пронађе начин да се истински помогне себи и другима. Једно је од десет савршенстава (parami) и једно од четири „узвишена боравишта“ (brahma-vihara).

## Будино учење
Буда је хвалио саосећање више него иједну другу врлину, зато што је она корен толиком броју других врлина: 
Саосећање рађа све друге врлине као што обилна киша даје живот усевима. Када је човек саосећајан, у њему нема жеље да повреди свога суседа, његово тело, говор и ум су прочишћени, брига за суседову добробит се повећава и испољава, а стања у њему као што су благост, стрпљење, срећа и добра репутација се увећавају. Пошто је смирен, саосећајан човек не буди страх у умовима других људи, поверљив је попут сродника, не растрзају га страсти, расхлађен је водама саосећања, ватра мржње не пржи његово срце… Имајући све ово на уму, настој да развијаш саосећање према другима као да си ти сам или твоје потомство.— Буда
Саосећање је било мотив који је стајао из много тога што је Буда изрекао и урадио. Буда је посећивао и тешио болесне "из саосећања" (А.III,378), подучавао Дхамму "из саосећања" (А.III,167). једном је отишао у џунглу трагајући за серијским убицом, јер је саосећао са његовим потенцијалним жртвама, али исто тако осећао сажаљење и према самом убици (М.II,980).
Оно што би из саосећања за своје ученике требало да уради учитељ који се брине о њиховој добробити, то сам ја учинио за вас" (М.I,46).— Буда
Буда је описиван понекад како чини нешто или се уздржава да не учини нешто друго "из саосећања за будуће генерације" (М.I,23). Једном је рекао да је разлог његовог постојања управо "за добро многих, за срећу многих, из саосећања за овај свет, за добробит, и срећу богова и људи" (А.II,146).
Из два добра разлога ја боравим у шуми, на пустом месту, у осами. Која два? Због пријатног боравка овде и сада и из саосећања за будуће нараштаје.— Буда